# Curtil-sous-Buffières
Curtil-sous-Buffières est une commune française située dans le département de Saône-et-Loire, en région Bourgogne-Franche-Comté.

## Géographie

### Communes limitrophes
Les communes limitrophes sont  Bergesserin, Buffières, La Chapelle-du-Mont-de-France, Sivignon et Trivy.

### Climat
Pour des articles plus généraux, voir Climat de la Bourgogne-Franche-Comté et Climat de Saône-et-Loire.
En 2010, le climat de la commune est de type climat océanique dégradé des plaines du Centre et du Nord, selon une étude du Centre national de la recherche scientifique s'appuyant sur une série de données couvrant la période 1971-2000. En 2020, Météo-France publie une typologie des climats de la France métropolitaine dans laquelle la commune est dans une zone de transition entre le climat semi-continental et le climat de montagne et est dans la région climatique Centre et contreforts nord du Massif Central, caractérisée par un air sec en été et un bon ensoleillement.
Pour la période 1971-2000, la température annuelle moyenne est de 10,9 °C, avec une amplitude thermique annuelle de 16,8 °C. Le cumul annuel moyen de précipitations est de 974 mm, avec 11,6 jours de précipitations en janvier et 8 jours en juillet. Pour la période 1991-2020, la température moyenne annuelle observée sur la station météorologique de Météo-France la plus proche, « Jalogny_sapc », sur la commune de Jalogny à 8 km à vol d'oiseau, est de 11,2 °C et le cumul annuel moyen de précipitations est de 873,4 mm. 
La température maximale relevée sur cette station est de 39,6 °C, atteinte le 12 août 2003 ; la température minimale est de −21,6 °C, atteinte le 17 janvier 1985,,.
Les paramètres climatiques de la commune ont été estimés pour le milieu du siècle (2041-2070) selon différents scénarios d'émission de gaz à effet de serre à partir des nouvelles projections climatiques de référence DRIAS-2020. Ils sont consultables sur un site dédié publié par Météo-France en novembre 2022.

## Urbanisme

### Typologie
Au 1er janvier 2024, Curtil-sous-Buffières est catégorisée commune rurale à habitat dispersé, selon la nouvelle grille communale de densité à sept niveaux définie par l'Insee en 2022.
Elle est située hors unité urbaine et hors attraction des villes,.

### Occupation des sols
L'occupation des sols de la commune, telle qu'elle ressort de la base de données européenne d’occupation biophysique des sols Corine Land Cover (CLC), est marquée par l'importance des territoires agricoles (65,7 % en 2018), une proportion identique à celle de 1990 (65,7 %). La répartition détaillée en 2018 est la suivante : prairies (65,7 %), forêts (34,3 %). L'évolution de l’occupation des sols de la commune et de ses infrastructures peut être observée sur les différentes représentations cartographiques du territoire : la carte de Cassini (XVIIIe siècle), la carte d'état-major (1820-1866) et les cartes ou photos aériennes de l'IGN pour la période actuelle (1950 à aujourd'hui).

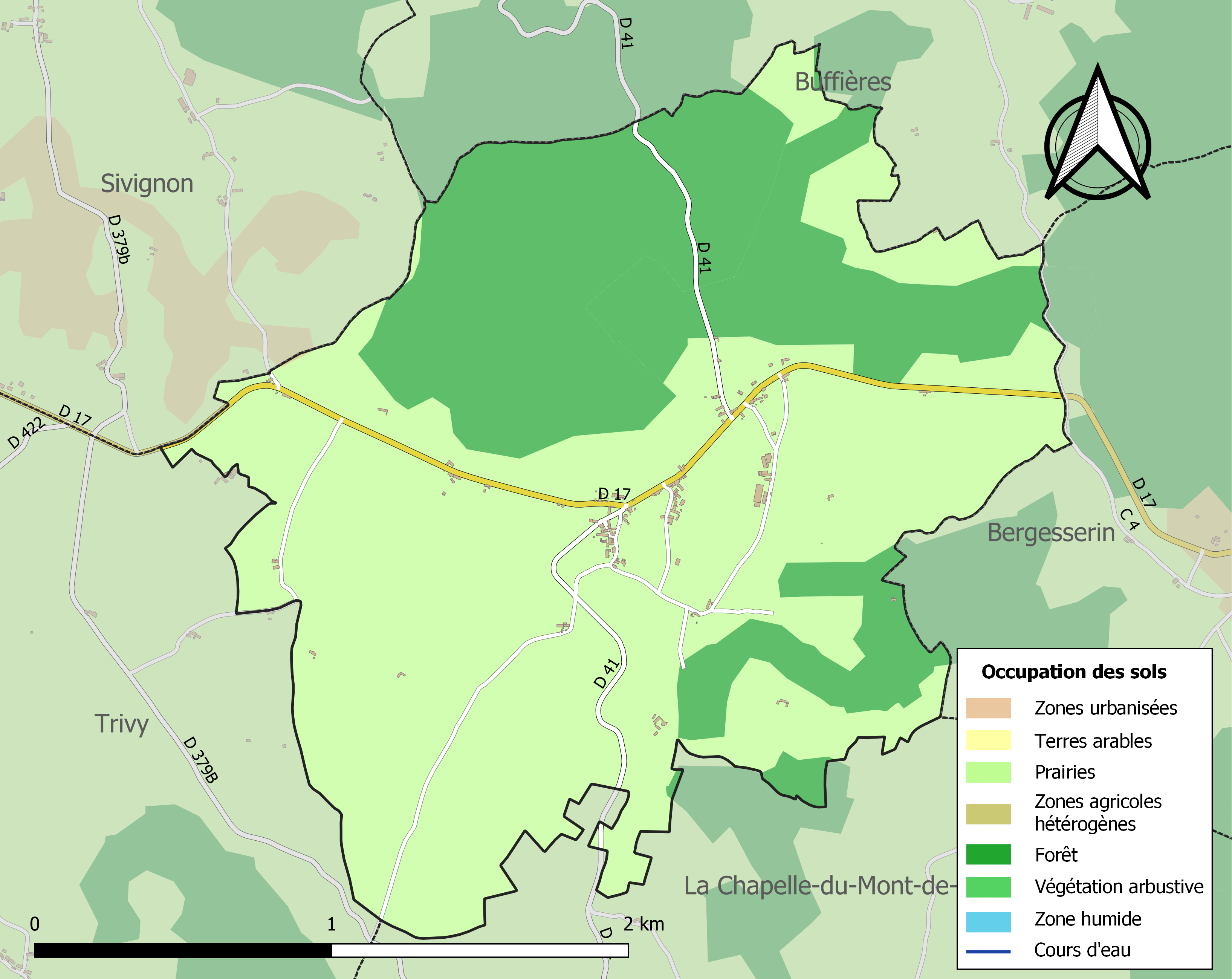
Carte des infrastructures et de l'occupation des sols de la commune en 2018 (CLC).

## Toponymie
Curtil est issu de l'ancien français courtil (« petite cour »), désignant généralement un jardin clos attenant à la maison.

## Politique et administration

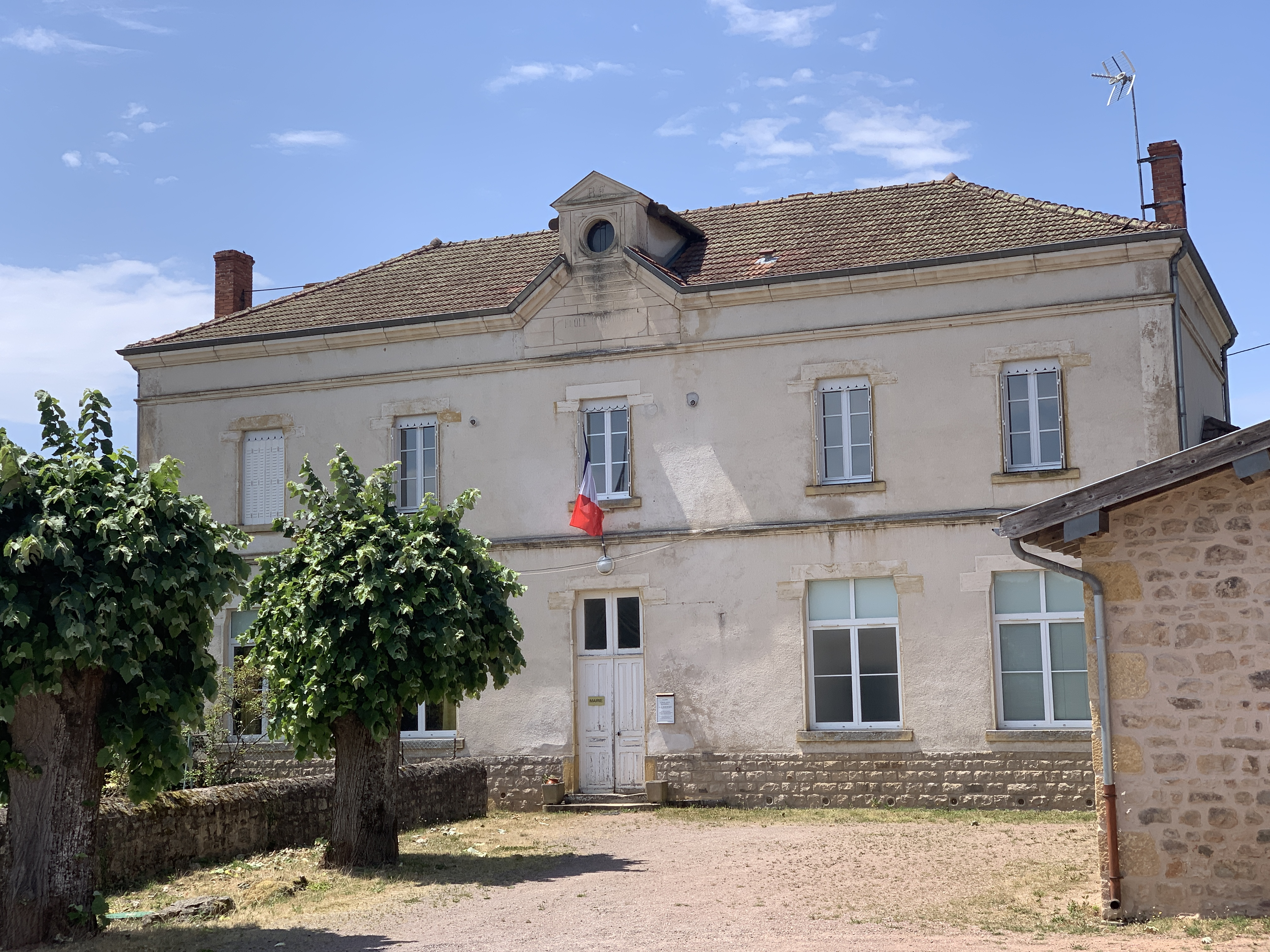
Mairie.

### Budget et fiscalité 2014
En 2014, le budget de la commune était constitué ainsi :
- total des produits de fonctionnement : 50 000 €, soit 624 € par habitant ;
- total des charges de fonctionnement : 61 000 €, soit 761 € par habitant ;
- total des ressources d’investissement : 28 000 €, soit 352 € par habitant ;
- total des emplois d’investissement : 15 000 €, soit 188 € par habitant ;
- endettement : 0 €, soit 5 € par habitant.

Avec les taux de fiscalité suivants :
- taxe d’habitation : 4,43 % ;
- taxe foncière sur les propriétés bâties : 3,90 % ;
- taxe foncière sur les propriétés non bâties : 19,14 % ;
- taxe additionnelle à la taxe foncière sur les propriétés non bâties : 0 % ;
- cotisation foncière des entreprises : 0 %.

### Liste des maires
| Période                                  | Période  | Identité        | Étiquette | Qualité |
| ---------------------------------------- | -------- | --------------- | --------- | ------- |
| mars 2001                                | 2002     | Martial Janiaud |           |         |
| 2002                                     | en cours | Bernard Durupt  |           |         |
| Les données manquantes sont à compléter. |          |                 |           |         |

## Démographie
L'évolution du nombre d'habitants est connue à travers les recensements de la population effectués dans la commune depuis 1793. Pour les communes de moins de 10 000 habitants, une enquête de recensement portant sur toute la population est réalisée tous les cinq ans, les populations de référence des années intermédiaires étant quant à elles estimées par interpolation ou extrapolation. Pour la commune, le premier recensement exhaustif entrant dans le cadre du nouveau dispositif a été réalisé en 2007.

En 2022, la commune comptait 93 habitants, en évolution de +5,68 % par rapport à 2016 (Saône-et-Loire : −1,06 %, France hors Mayotte : +2,11 %).
| 1793 | 1800 | 1806 | 1821 | 1831 | 1836 | 1841 | 1846 | 1851 |
| ---- | ---- | ---- | ---- | ---- | ---- | ---- | ---- | ---- |
| 240  | 206  | 243  | 313  | 320  | 288  | 313  | 310  | 336  |

| 1856 | 1861 | 1866 | 1872 | 1876 | 1881 | 1886 | 1891 | 1896 |
| ---- | ---- | ---- | ---- | ---- | ---- | ---- | ---- | ---- |
| 311  | 323  | 323  | 296  | 310  | 279  | 295  | 296  | 298  |

| 1901 | 1906 | 1911 | 1921 | 1926 | 1931 | 1936 | 1946 | 1954 |
| ---- | ---- | ---- | ---- | ---- | ---- | ---- | ---- | ---- |
| 294  | 275  | 262  | 230  | 226  | 216  | 199  | 183  | 166  |

| 1962 | 1968 | 1975 | 1982 | 1990 | 1999 | 2006 | 2007 | 2012 |
| ---- | ---- | ---- | ---- | ---- | ---- | ---- | ---- | ---- |
| 130  | 104  | 100  | 78   | 73   | 79   | 78   | 78   | 81   |

| 2017 | 2022 | - | - | - | - | - | - | - |
| ---- | ---- | - | - | - | - | - | - | - |
| 90   | 93   | - | - | - | - | - | - | - |

## Économie
L'agriculture-l'élevage, et le tourisme (accueil en gîtes, et ancienne école pour l’accueil de minis groupes).

## Culture locale et patrimoine

### Lieux et monuments
- L'église paroissiale[21],[22].
- Plaque commémorative de l'église, plaque commémorative de la mairie[23].
- Le château est une propriété privée, un ancien relais pour pèlerins[24]. En 1585, Étienne de Colonges, écuyer, est seigneur de Curtil et Réaux. « Renée sa fille porta Curtil à Antoine de Thy de Milly, qu'elle épousa en 1612 ». On peut penser que les dépendances du château, datées de 1624 ont été édifiées par Antoine de Thy de Milly qui fit de Curtil sa résidence. À l'emplacement de l'ancien château, un manoir plus moderne a été reconstruit entre 1810 et 1830 par Étienne Jean Claude Deschizeaulx, ancien maire de Curtil. Le grand portail porte gravée une inscription pittoresque qui rappelle le temps ou le comté charolais appartenait à l'Espagne : « Huespe y pece Allos tres dias hyede » et qui peut se traduire : « Les hôtes comme le poisson au bout de trois jours puent ».

Dans la cour de ce château il y a une source, d’où coule une eau dite « eau de Saint-Genest » (par ailleurs saint patron de l'église paroissiale). Elle fut l'objet d’un culte annuel et d'un pèlerinage le 15 ou le 25 août. Ses eaux étaient en effet réputées pour certaines de leurs prétendues propriétés. D'après la tradition, elle guérissait la fièvre, les rhumes, et les rhumatismes. On disait aussi qu’elle donnait du lait aux nourrices.

## Pour approfondir